# Leonor Fini
Leonor Fini (Buenos Aires, 30 de agosto de 1907 – Paris, 18 de janeiro de 1996) foi uma pintora, designer, ilustradora e escritora argentina, conhecida por suas ilustrações sensuais de mulheres.

## Biografia
Leonor nasceu na capital argentina, em 1907. Era filha de Malvina Braun Dubich e de Herminio Fini, ambos naturais da Itália. Herminio era um homem bonito, rico, mas de temperamento tirânico e muito religioso. Malvina era infeliz no casamento e 18 meses depois do nascimento de Leonor, ela voltou para Trieste, levando a filha. Leonor cresceu nessa cidade, tendo sido expulsa de várias escolas por seu comportamento rebelde.
Como católico, Herminio se recusava a se divorciar de Malvina, que só lhe foi concedido através de um tribunal na Itália, em 1919. A batalha pela custódia de Leonor levou sua mãe a fugir constantemente do ex-marido e a se disfarçar para andar na rua. Quando adolescente, Leonor teve uma infecção nos olhos e precisou usar bandagens nos dois, precisando de ajuda da mãe para fazer suas tarefas. Ao se recuperar, ela decidiu se tornar uma artista.
Aos 17 anos, Leonor se mudou para Milão e depois para Paris. Na capital francesa, ela fez amizade com Carlo Carrà e Giorgio de Chirico, grandes influenciadores de seu trabalho. Conheceu também Paul Éluard, Max Ernst, Georges Bataille, Henri Cartier-Bresson, Picasso, André Pieyre de Mandiargues e Salvador Dalí. Viajou pela Europa de carro com Mandiargues e Cartier-Bresson.

## Carreira
Leonor não tinha qualquer formação em arte, ainda que tivesse familiaridade com a Renascença e com o Maneirismo. Aos 17 anos, ela teve uma de suas telas exposta em uma galeria de Trieste e recebeu encomendas de retratos de autoridades de Milão, onde teve sua primeira exposição na Galeria Barbaroux, em 1929.
Sua primeira grande exposição foi em Nova Iorque, em 1936, na Galeria Julien Levy. Leonor fazia parte de uma geração pré-guerra de artistas parisienses, tendo sido muito importante para o movimento surrealista, embora às vezes seja esquecida em favor de seus contemporâneos do sexo masculino. em 1943, seu nome foi incluído por Peggy Guggenheim na exposição 31 Women, na Galeria Art of This Century, em Nova Iorque.
Em 1949, Frederick Ashton coreografou um balé idealizado por Leonor, chamado Le Rêve de Leonor, com música de Benjamin Britten. Em Londres, ela expôs seu trabalho na Galeria Kaplan, em 1960 e na Galeria Hanover, em 1967. No verão de 1986, uma retropesctiva de sua carreira e trabalhos foi feita em uma exposição no Museu de Luxemburgo, em Paris, com mais de 5 mil visitantes ao dai. Leonor produziu mais de 260 trabalhos variados ao longo da carreira.
Seu trabalho nem sempre se encaixava na concepção popular típica de surrealismo, às vezes explorando o tema da 'femme fatale' sem qualquer imagem particularmente ambígua ou monstruosa. No entanto, frequentemente incluía símbolos como esfinges, lobisomens e bruxas. Muitos de seus personagens em suas pinturas eram mulheres ou seres andróginos.
| “ | O terrível monstro feminino e a mocinha adorável são estereótipos socialmente construídos e perpetuados pelos surrealistas homens. A fim de promover a mulher liberada e autônoma, Fini propositalmente desestabilizou esses estereótipos ao combinar cada construção em uma única figura, de modo que as esfinges possam ser protetoras e criativas, enquanto as meninas podem ser sensuais e agressivas. | ” |

Fini também teve seu trabalho apresentado em uma exposição intitulada "Mulheres, Surrealismo e Auto-representação" no Museu de Arte Moderna de São Francisco, em 1999.
Na tentativa de subverter os papéis impostos pela sociedade, Leonor abandonou as representações de mulheres frágeis, inocentes ou fatais em favor de deusas inspiradas na mitologia grega. Ela se dedicou a pintar figuras femininas que não podiam ser categorizadas, julgadas ou definidas moral ou sexualmente. Sua arte foi descrita como um desafio aos ideais de Breton e um eco de sua obrigação de se disfarçar durante a infância.
Leonor pintou retratos de Jean Genet, Anna Magnani, Jacques Audiberti, Alida Valli, o joalheiro Jean Schlumberger e Suzanne Flon e de várias celebridades da elite artística de Paris. Na década de 1930, Leonor começou a aceitar trabalhos em design para aumentar sua renda. Enquanto trabalhava com Elsa Schiaparelli, ela criou um frasco para o perfume "Shocking", que se tornou um dos mais vendidos da perfumista e se tornou uma inspiração para Jean-Paul Gaultier e seus perfumes com frascos de torsos femininos.
Entre 1944 e 1972, o trabalho principal de Leonor era com figurinos para filmes e produções teatrais e logo ela se tornou muito conhecida por seu senso de moda aparecendo em colunas de fofocas de revistas. Leonor passou a se interessar pela criação de trajes híbridos de humano e animal que ela desenhou para seu balé de 1949, Leonors Dream. Leonor também desenhou figurinos para filmes, como Romeu e Julieta (1954), de Renato Castellani e A Walk with Love and Death (1968), de John Huston.

### Escrita
Na década de 1970, Leonor escreveu três livros: Rogomelec, Moumour, Contes pour enfants velu e Oneiropompe. Era amiga de vários escritores e artistas como Jean Cocteau, Giorgio de Chirico, Alberto Moravia e Fabrizio Clerici. Leonor ilustrou livros de vários poetas e escritores como Edgar Allan Poe, Charles Baudelaire e Shakespeare, além de autores contemporâneos, como Lise Deharme. Um de seus trabalhos mais conhecidos são as ilustrações sexualmente explícitas do livro História d'O, de Anne Cécile Desclos.

## Vida pessoal
Leonor era abertamente bissexual e tinha um relacionamento poliamoroso. Foi casada por um curto período com Federico Veneziani, mas eles se divorciaram quando ela conheceu o conde Stanislao Lepri, que abandonou sua carreira diplomática para viver com Leonor. Pouco depois ela conheceu e se envolveu com o escritor polonês Konstanty Jeleński. Leonor, Lepri e Jeleński foram morar juntos em outubro de 1952 e foram inseparáveis até o fim.
| “ | O casamento nunca me atraiu, nunca viveria com só uma pessoa. Desde os 18 anos, sempre preferi viver numa espécie de comunidade - uma casa grande com o meu atelier e gatos e amigos, uma com um homem que era meu amante e outra que era meu amigo. E sempre funcionou. | ” |

## Morte
Leonor morreu em 18 de janeiro de 1996, em um hospital de Paris, aos 88 anos, devido a uma pneumonia.